# Escola Massana
L'Escola Massana és el centre municipal d'arts visuals, arts aplicades i disseny de la ciutat de Barcelona, adscrit a la Universitat Autònoma de Barcelona. En l'actualitat oferta estudis de Batxillerat Artístic, Cicles Formatius de Grau Superior (Arts Aplicades al Mur, Art Tèxtil, Gràfica Impresa, Il·lustració, Joieria Artística, Modelisme Industrial, Projectes i Direcció d'Obres de Decoració, i Tècniques Escultòriques), Grau Universitari en Arts i Disseny (Mencions en Art, Arts Aplicades, Comunicació Visual, Disseny d'Objecte i Espai, i Narració Visual), Postgrau en Arts Aplicades Contemporànies, i Massana Permanent (formació de segona oportunitat).

## Història

### Els inicis (1929-1939)
Va ser fundada el 1929 gràcies al llegat del filantrop barceloní Agustí Massana i Pujol, que va donar a l'Ajuntament de Barcelona una important biblioteca especialitzada en indumentària, una dotació per a un premi de recerca sobre indumentària i 500.000 pessetes per a la constitució d'una escola d'art.
"Lega, por último, a la Ciudad de Barcelona y, en representación de la misma a su Excelentísimo Ayuntamiento, quinientas mil pesetas en mil obligaciones de la Deuda Municipal, para la creación de una Escuela de Bellas Artes aplicadas a la Indumentaria y Artes Suntuarias, en la que, además de admitirse y darse enseñanza gratuita a un número de alumnos que carezcan de todo recurso, puedan estudiar y aprender por módico estipendio, los jóvenes obreros y demás personas dedicadas a especialidades industriales, deseosas de adquirir una preparación y cultura artísticas."
(paràgraf del tretzè article del testament originalment en castellà, Fons Escola Massana)
El 14 de gener de 1929 inicia les seves classes gràcies a la direcció i responsabilitat del FAD (Foment de les Arts Decoratives), que en aquells moments tenia com a president a Santiago Marco, sens dubte l'ànima mater d'aquesta acció pedagógica, molt important en aquell moment a Barcelona (havia estat tancada per la dictadura de Primo de Ribera, l'Escola Superior dels Bells Oficis de la Diputació de Barcelona). En l'equip fundacional van ser-hi Bonaventura Sabaté (retaule), Xavier Corberó (repujat de metall), Joan Muntasell (talla de vidre), Joan Albiol (curs d'orientació d'oficis), Josep F. Ràfols (historiador de l'art), Francesc Vidal Gomà (dibuix i color), Miquel Soldevila (esmalts al foc) i Jaume Busquets (pintor decorador). Va ser aquest darrer el que va actuar com a director, aspecte rellevant, ja que era l'alumne predilecte de Francesc d'Asís Galí director de l'esmentada Escola Superior dels Bells Oficis, mantenint així una continuïtat en la nova pedagogia dels oficis artístics.

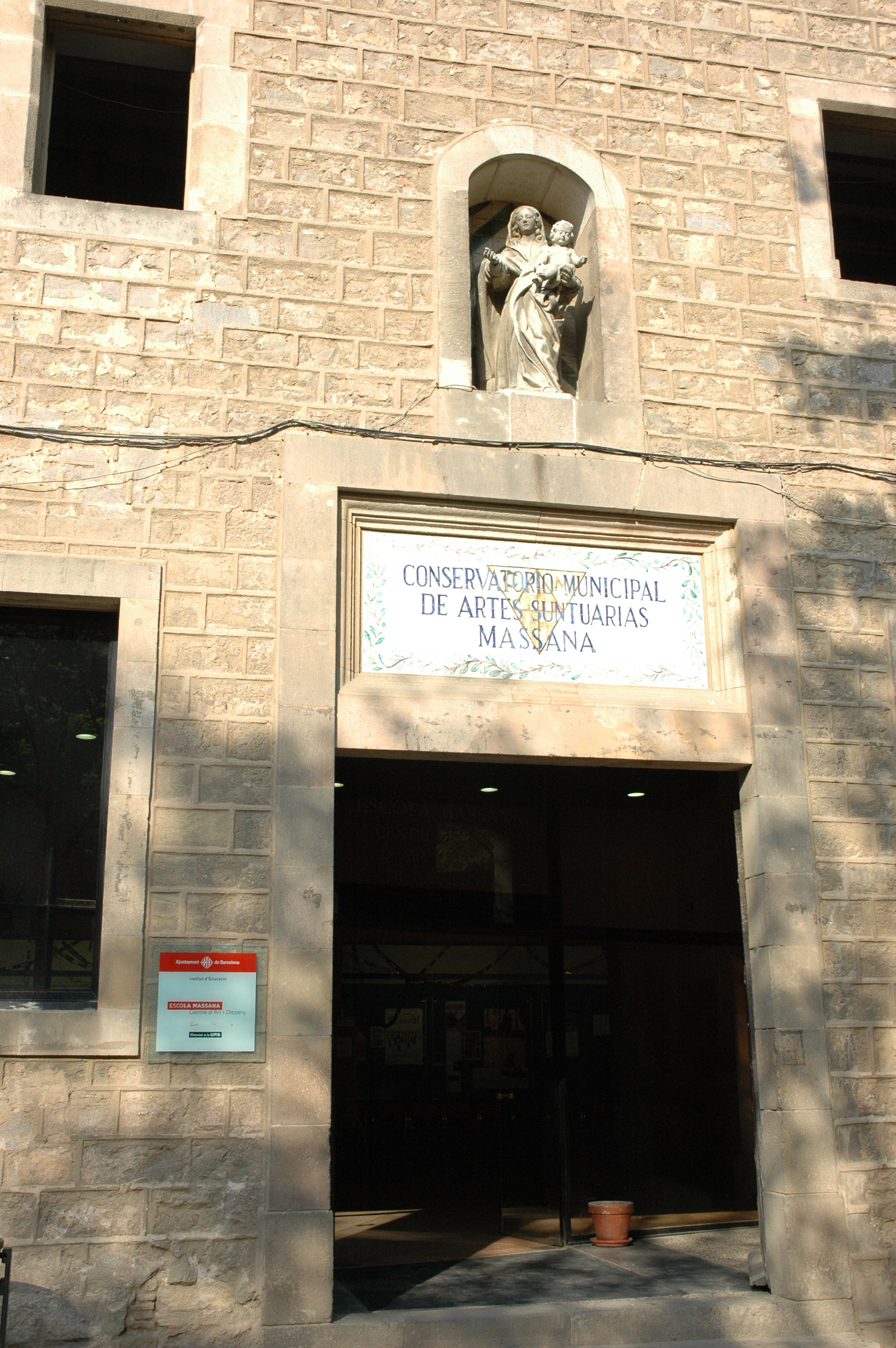
Entrada de l'antic edifici de l'escola situat al pati de l'Hospital de la Santa Creu

En aquesta primera etapa està instal·lada en la propia seu del FAD (c/ Avinyó 30), però ràpidament (donat el seu creixement) es traslladada a la Casa de l'Ardiaca a l'any 1931 (edifici en el que es mantè avui dia la biblioteca d'indumentària Agustí Massana), amb el nom d'Escola Massana Conservatori d'Oficis d'Art. A l'any 1935 ocuparà la que serà la seva seu més reconeguda, a l'antic Hospital de la Santa Creu (es dona la circumstància que va ser aquí on va morir Antoni Gaudí, el 10 de juny de 1926), on conviurà anys més tard amb la Biblioteca Nacional de Catalunya i altres institucions rellevants. Durant la Guerra Civil, sota l'aixopluc de la Federació Nacional d'Estudiants de Catalunya, un grup d'estudiants col·lectivitza l'Escola, tot mantenint una “certa” normalitat, fent, entre d'altres accions, joguines pels infants del soldats (amb evident paral·lelisme amb la situació del FAD confiscat pel Sindicat de Decoradors i de Bells Oficis de l'UGT, i dedicats a accions en benefici dels damnificats pel conflicte).

### La postguerra: Miquel Soldevila (1940-1956)
Instaurada la dictadura franquista, el 1940 Miquel Soldevila (1886-1956) és nomenat director. Pintor i esmaltador, Soldevila havia format part del primer equip de professors de l'Escola i havia participat en el Pavelló d'Artistes Reunits a l'Exposició Internacional de Barcelona de l'any 1929. Fugint de la Guerra Civil (com altres professors de l'escola) va fer una estada molt exitosa professionalment al Vaticà que li va proporcionar un gran renom internacional.
Soldevila lidera una etapa acadèmica caracteritzada per una atenció al desenvolupament tècnic dels oficis artístics i per una vida interna de l'escola molt discreta: eren temps complicats, amb clares dificultats econòmiques (tema recurrent al llarg de tota la vida de la institució), i amb quasi una única temàtica per sobreviure: l'Art Sacre (el mateix FAD al final dels anys 40 incorpora la nova secció de “Orientación Litúrgica” impulsada per Pilar Marco i Manuel Capdevila, el qual crearà la secció de joieria de la Massana al 1959). En aquesta etapa l'escola es diu “Conservatorio Municipal de Artes Suntuarias Massana”. Es creen les especialitats de pintura, escultura i ceràmica, aquesta darrera gràcies a la incorporació de Josep Llorens Artigas a l'any 1942. Durant aquesta etapa també s'adeqüen nous espais per a aules i s'inicia l'anomenada manufactura: tallers on es realitzaven principalment encàrrecs per a l'Ajuntament (tot i les seves contradiccions, va ser un intent de relacionar la pedagogia amb el treball professional, mínimament remunerat). Serà Soldevila qui donarà nom a un enfocament autònom del llenguatge de l'esmalt al foc, l'anomenada Escola de Barcelona, generant un grup nombrós i reconegut de deixebles. Un primer reconeixement vindrà a l'any 1947 quan l'Escola obtindrà la Medalla d'or i el Diploma d'Honor a la Exposición Nacional de Artes Decorativas a Madrid. L'any 1956 Miquel Soldevila mor i Lluís M. Güell (1909-2001), pintor i decorador, es fa càrrec de la direcció de l'escola fins a la seva jubilació a l'any 1976.

### L'expansió (1957-1979)
Aquest és un període de gran expansió: l'escola arriba a tenir 3000 alumnes (en torns de matí, tarda i vespre), i les especialitats s'amplien amb els estampats tèxtils, tapissos i catifes, porcellana, argenteria, joieria, laca japonesa, i la incorporació dels dissenys als finals dels 50 i inicis dels 60: plàstica publicitària (que després pasaria a dir-se disseny gràfic), disseny industrial i disseny d'interiors. També en el creixement de l'alumnat: de 398 a l'any 1956, fins a 3.025 a l'any 1968. La memòria del curs 1970-71 és molt ilustrativa:
"En este desenvolvimiento, en este dar cabida a diversas profesiones nuevas, todas ellas presididas por el común denominador de la concepción artística, la Escuela Massana no ha hecho otra cosa que equipararse al desarrollo y evolución seguido por las Escuelas que de tipo análogo existen en toda Europa (Bauhaus, Folkwang, Alphauser, Stuttgart, Hannover, Berlin, Novara, Pforzheim, etc.). Al crear unas nuevas secciones o disciplinas tales como las de Estampados, Joyería, Laca, Escultura, Procedimientos murales, Grafismo, Plástica Publicitária, Diseño de Interiores o decoración, Diseño Industrial, etc. la Escuela Massana solamente ha satisfecho unas canales pedagógicas en la que se puedan formar unos especialistas cuya necesidad social es incuestionable y que eran olvidadas por los demás centros oficiales. Con esta directriz actualizante de la Escuela, ésta no solo no ha cumplido sus principios fundacionales sino que ha logrado un prestigio de contemporaneidad y de avanzada (…)." (Fons Escola Massana)
L'any 1962 és la primera escola estrangera que premia la Kunstwerk Schule de Pforzheim amb la seva Gran Placa. Aquesta prestigiosa escola d'orfebreria i joieria havía presentat els seus treballs en una exposició a Barcelona a l'any 1962 (en el recinte de l'Antic Hospital) gràcies als bon oficis de l'impulsor de la recient creada secció de joieria: Manuel Capdevila, sens dubte el home clau en la renovació de la joieria catalana, i en particular del paper de l'Escola Massana en aquest camp.
El curs 1966-67 l'Escola passa a denominar-se Escuela Massana Centro Municipal Superior de Enseñanzas Artísticas, a partir del moment en què és reconeguda per l'Estat: títol oficial, pla especial d'estudis (BOE 31 mayo 1966). Tot i estar reconeguda, els seus alumnes havien de revalidar oficialment el seu títol amb un examen a l'Escola Llotja.
Com a mostra del reconeixement de l'Escola en aquella època, és interessant aportar aquesta selecció de ressenyes de diferents diaris i revistes:
Desde entonces, el número de alumnos fué paralelo a la fama de sus enseñanzas, al valor pedagógico de las mismas. El prestigio de sus profesores fue aireado a los cuatro vientos por los alumnos destacados que resultaron maravillosos artistas.(Del Castillo, 1959:5)
La Escuela Massana se queda pequeña: 400 alumnos sin matrícula.(Valera, 1968)
Institución única en su género en España tanto por las técnicas que en ella se enseñan como por su educación artística integral que da a sus alumnos.(Buesa, 1962:25).
Brillantez y eficacia de la Escuela Massana.(La Vanguardia, 7-VIII-1966) 
A l'Escola Massana, Tradició i renovació es donen la mà. (Sala, 1969:14-17) 
La Escuela Massana su proyección europea y mundial.(Asua, 1974).
La renovació incloia també, no només els dissenys i les arts aplicades (particularment la ceràmica, el tapis i la joieria) sino les arts plàstiques, creant-se a l'any 1974 l'Aula Oberta, un espai lliure on s'incorporen les noves experiències multidisciplinars amb noves aportacions teòriques
Durant els anys 1976-1979 l'Escola pateix la seva pròpia transició durant la direcció del pintor Joaquim Sabater (1918-2012), període convuls que conclou amb la incapacitat del claustre per elegir un nou director amb motiu de la jubilació del Sr. Sabater. D'acord amb el reglament de la Fundació, aquesta anomena per dos anys com a director a l'historiador Sr. Francesc Miralles (1945), el qual, amb dues ratificacions per part del claustre, es mantindrà al capdavant de l'escola fins a l'any 1989.

### Una escola interdisciplinar
Sota la direcció de Francesc Miralles s'unifiquen els estudis de l'Escola amb un únic pla d'estudis que es basa en uns primers cursos generalistes i interdisciplinars que donen pas a una especialització progressiva. Això es fa gràcies a l'estudi dels currículums d'escoles europees que permet dissenyar un nou pla d'estudis de l'Escola Massana de quatre anys i amb vocació de diplomatura universitària i model europeu. A l'any 1982 s'incorpora el taller dels procediments contemporanis de la imatge, així com el taller anomenat pla/volum (hereu de l'Aula Oberta), obrint-se als territoris de la tecnologia de la imatge i de la interdisciplinarietat com a territori, no fronterer, sinó comú. Igualment s'oferten els tallers d'oficis tradicionals com espais optatius per a totes les especialitats, generant-se una contaminació entre art, disseny i artesania que serà definitòria del tarannà de l'Escola. Com a exemple d'aquesta nova vitalitat la sèrie d'exposicions d'artistes rellevants (Tàpies, Moisés Vilella, Leandre Cristófol, Josep Royo), la convocatòria de dos premis internacionals (joieria i esmalts) així com un premi nacional de disseny de mobiliari (Massana-Manbar), i l'obtenció de la “Italia’s Cup” (1986) premi internacional promogut per la Domus Academy en competència amb escoles de tot el món, reben el segon premi a la convocatòria del 1989. Finalment, l'any 1988, el propi FAD li concedeix la Medalla, juntament amb el BCD i amb en Xavier Rubert de Ventós.
Entre els anys 1990 i 1993 el Sr. Lluís Doñate, escultor i dissenyador, dirigeix l'escola mantenint la dinàmica expansiva del centre, i consolidant el propi pla d'estudis, que és aprovat pel Departament d'Ensenyament el 1992. En aquest període s'experimenta amb la creació de dues noves titulacions pròpies: Opcio Intermèdia i Dibuix.
Des de l'any 1993 fins al 2000, s'incorpora a la direcció l'equip coordinat pel Sr. Jesús-Àngel Prieto, teòric d'art i realitzador audiovisual. Aquesta és una etapa que s'inicia marcada per la possibilitat de la dissolució de l'escola. Però la comunitat escolar respon reafirmant la seva voluntat d'un model d'escola superior. El curs 1998-99 l'Escola assumeix el repte d'implantar la LOGSE (el Batxillerat Artístic i vuit Cicles Formatius de Grau Superior d'Arts Plàstiques i Disseny de set famílies diferents) sense perdre la seva idiosincràsia, tot negociant amb l'IMEB l'exploració d'una possible via universitària com a única forma per a la continuïtat i desenvolupament de la pedagogia experimentada fins aleshores, en les diverses modificacions del pla d'estudis (pla 82-83, 87- 88, 92-93). Per primera vegada l'Escola expedeix els títols oficials (Batxillerat artístic i CFGS d'Arts Aplicades i Disseny) dels seus alumnes i les matrícules tenen preu públic (ara la institució forma part de la xarxa pública del Departament d'Ensenyament de la Generalitat). L'escola s'implica a nivell europeu en ELIA (European League of Institutes of the Arts), així com és membre co-fundadora de la Coordinadora d'Escoles Públiques d'Art i Disseny de Catalunya, plataformes que varen contribuir a normalitzar el reconeixement académic d'aquestes branques artístiques.
El curs 2000-1 s'implanta el Graduat Universitari en Arts i Disseny, títol propi vinculat a la Universitat Autònoma de Barcelona (UAB), tot just quan rep el Premio Nacional de Diseño (ex aequo amb les escoles Eina i Elisava). I és en aquest curs que és elegit director l'enginyer i dissenyador Sr. Josep Maria Vidal, que ho serà fins a l'any 2007.

### Una escola universitària
En aquest període, la direcció de l'Escola s'implica intensament en les dinàmiques del districte, que comportaran l'aprovació del pla d'ordenació de la Plaça de la Gardunya (el juny de 2006 es fa la convocatòria del concurs de l'ordenació de l'esmentada plaça que inclou el projecte d'un nou edifici per a l'Escola, concurs que guanya l'equip de l'arquitecta Carme Pinós). És aquesta una etapa de consolidació d'un nou Centre amb tres àmbits: escola de secundària amb el Batxillerat i els Cicles Formatius Superiors, escola universitària vinculada a la UAB (estudis que recolliran l'experiència pedagògica pròpia), i centre de formació permanent. Això comporta dibuixar una nova estructuració on es combinin les necessitats organitzatives i pedagògiques de les diferents titulacions amb els departaments que aglutinen els interessos pedagògics i conceptuals. Es crearà el Consell Mixt (que recull la realitat d'un Centre on s'imparteixen ensenyaments secundaris i universitaris) ampliant-lo amb la participació de representants de la UAB.
L'etapa que va des de l'any 2007 al 2010 ha estat dirigida per l'arquitecte Sr. Ferran Signes i el seu equip. És una etapa marcada pel trànsit del Graduat Universitari en Arts i Disseny (títol propi de tres anys) al Grau Universitari en Arts i Disseny (títol homologat de quatre anys) que comportarà el procés de verificació del títol de Grau en Arts i Disseny, l'Avaluació Externa del Centre per un comitè extern de l'Agència de Qualitat Universitària, el procés d'Adscripció a la UAB que modificarà l'estatuts de Centre vinculat a adscrit de la UAB, el procés de seguiment del projecte del nou edifici (essencial pels canvis que es preveuen), així com aconseguir el reconeixement de Centre Superior (imprescindible per impartir títols universitaris). Aquests processos facilitaran, en l'àmbit de secundària, aconseguir ajustar-se a les demandes de titulació acadèmica del professorat que, a partir del 2002, exigeix la llei d'ensenyament en els estudis de secundària.
El gener de 2009, l'Escola passa a ser gestionada pel Consorci d'Educació de Barcelona (CEB, Departament d'Ensenyament de la Generalitat de Catalunya i Regidoria d'Ensenyament de l'Ajuntament de Barcelona). Gràcies a la voluntat i a la gestió de la Gerència del Consorci s'arriba a l'acord pres de manera unànime en la sessió del 26 març del 2010 del Ple Municipal de facilitar el Conveni d'Adscripció amb la UAB, que es materialitzarà amb la signatura per part de l'Alcalde el 28 d'octubre de 201. Això permet a l'Escola oferir d'una manera singular i única a l'Estat Espanyol, un títol universitari oficial que per primera vegada reconeix l'excel·lència en els camps de l'art, el disseny i els oficis artístics.
Al mes de setembre de 2010, després que no es presentés cap candidat a la convocatòria al concurs de mèrits a la direcció, torna a l'Escola (després d'haver estat dirigint Artesania Catalunya de la Generalitat de Catalunya) la Sra. Gemma Amat, gestora cultural i pintora, que és anomenada directora (la primera dona en la historia de l'Escola) per la Gerència del CEB. Inicia la seva etapa directiva enfrontant-se al repte d'aixoplugar, amb l'actual estructura i condicions, un centre de secundària i un centre universitari. En aquest període es refà tot el teixit de participació i corresponsabilitat, que ve dificultat per una conjuntura econòmica particularment dura i que exigeix una dedicació i un voluntarisme molt alts. I és aquesta conjuntura econòmica (una crisi econòmica i social d'una intensitat encara no ben dimensionada) que acaba aturant la construcció del nou edifici, incorporant una nova incertesa per al desenvolupament del projecte del Centre, encara que amb el compromís verbal de l'Alcalde de tirar-lo endavant. Tot i així, es continua consolidant la marxa de l'Escola, els seus lligams internacionals, els seminaris amb empreses i institucions que es portaven a terme fins ara, i generant-ne de nous. Es treballa l'àmbit dels postgraus i màsters interrelacionats amb les línies de recerca pròpies, oferint el primer Postgrau propi de la Massana-UAB en el curs 2014/2015 d'Arts Aplicades, que facilitarà l'adveniment de nous doctors i la materialització explícita de les capacitats d'investigació que en les arts aplicades, el disseny i les arts, el Centre ve fent des dels seus inicis.
En aquesta etapa l'Escola continua obrint-se al barri i participant en l'entramat social i cultural, formant part de les xarxes culturals de Ciutat Vella (Tot Raval, Xicra, Amics de La Rambla, Raval Cultural) donant l'oportunitat de visibilitzar el treball dels alumnes a través de concursos que incideixen en la producció real, recuperant el projecte Off Massana (plataforma pont cap a l'activitat professional inserida en el teixit del barri), acompanyant l'expansió de les interrelacions internacionals del Centre i dels seus alumnes, i cor- responsabilitzant-se amb el devenir social, cultural i mediambiental del nostre país.
El juliol del 2015 pren el relleu a la direcció el Sr. Xavier Capmany, dissenyador gràfic, que amb el seu equip consolida la complexitat académica de l'Escola (escola de secundària -Batxillerat Artístic i Cicles Formatius de Grau, Superior- i escola universitària -Grau en Arts i Disseny-), i entoma el repte del trasllat al nou edifici de la Plaça de la Gardunya, una vegada l'Ajuntament va aprovar finalment l'execució de l'edifici, tot col·locant la primera pedra el 24 de març del 2015.

## Actual seu

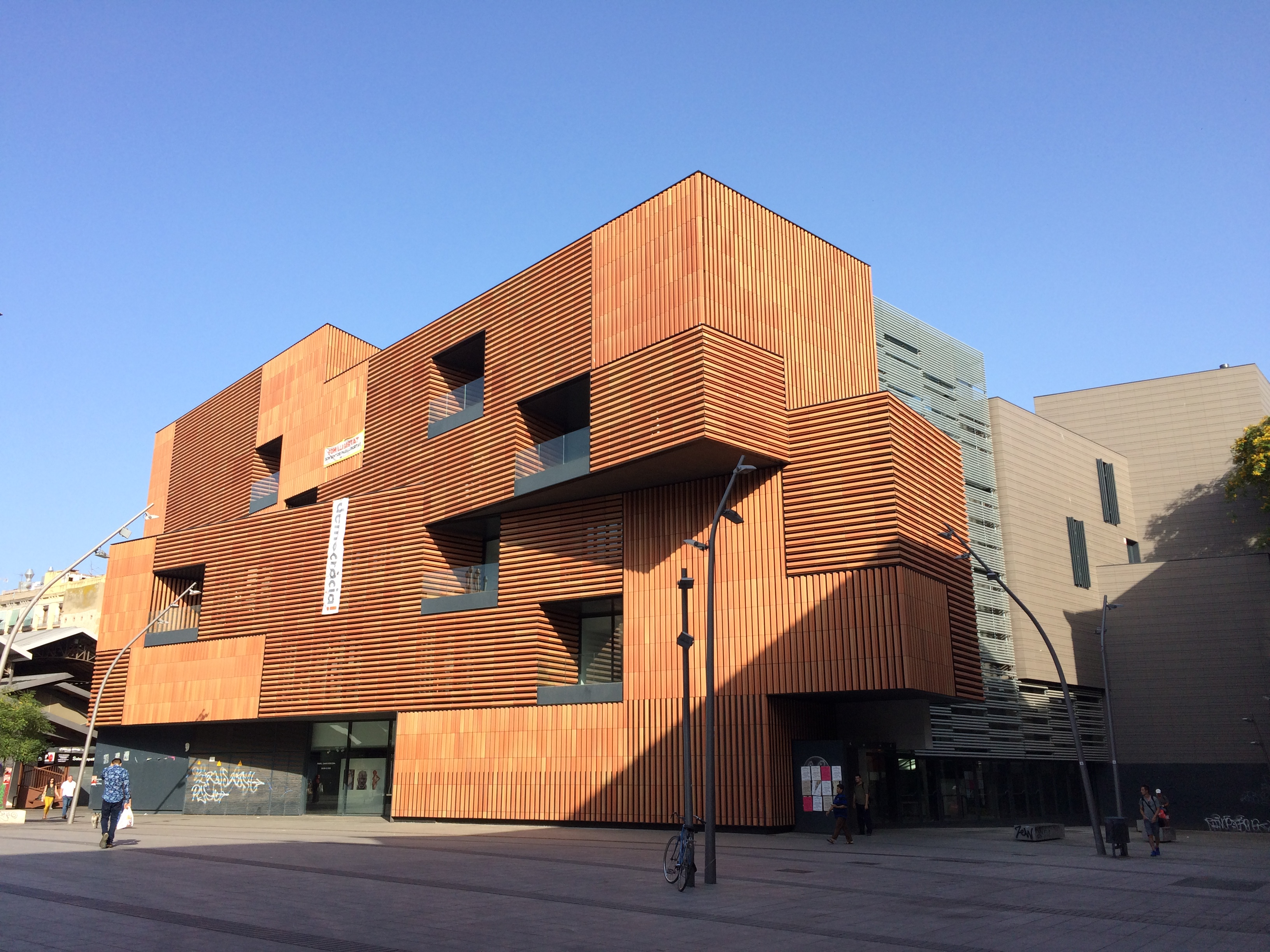
El nou edifici de l'Escola Massana

El setembre de l'any 2017 va obrir les portes la nova seu d'11.000 m2 de l'Escola Massana a la plaça de la Gardunya. El nou edifici acollí els estudis d'art i disseny d'aquesta històrica escola de la ciutat, permetent així l'homologació del cicle d'estudis superiors.